# Joaquín Ruiz-Giménez Cortés
Joaquín Ruíz-Giménez Cortés (Hoyo de Manzanares, Madrid, 2 d'agost de 1913 - Madrid, 27 d'agost de 2009) fou un jurista i advocat espanyol, fill del polític Joaquín Ruíz-Giménez (ministre i alcalde de Madrid quatre cops), va estudiar Dret a la Universitat de Madrid i va ser president de l'organització internacional "Pax Romana" (1939-46).

## Biografia
Doctor en Dret i llicenciat en Filosofia i Lletres, va obtenir l'any 1943 la càtedra de Filosofia del Dret i en fou titular a les universitats de Sevilla, Salamanca i Madrid.
Com a fill de Joaquín Ruíz-Giménez, ministre liberal en el govern del Comte de Romanones, va militar des de molt jove entre els estudiants catòlics, de l'organització dels quals va ser president. Director de l'Institut de Cultura Hispànica (1946-1948) i ambaixador davant la Santa Seu (1948-1951) durant les negociacions del Concordat (signat el 1953), va ser nomenat Ministre d'Educació Nacional el 1951, tot iniciant un procés de reformes de les institucions docents, però va haver de dimitir a causa dels fets de 1956 per les dificultats de la seva empresa i el seu enfrontament amb els elements més immovilistes del franquisme.
Durant aquests anys va tenir a les seves ordres a l'Institut de Cultura Hispànica i com a secretari general tècnic a un jove Manuel Fraga. Des de llavors va acostar els seus plantejaments polítics als de l'oposició al règim. Uns disturbis estudiantils el van enfrontar al ministre de la Governació i van posar al règim en un destret, que es va saldar amb la seva destitució (1956). En 1961 Francisco Franco el va nomenar conseller nacional del Movimiento Nacional. En 1963 va fundar la revista Cuadernos para el Diálogo, focus de protesta dels democristians avançats, dels quals en fou el cap en els últims anys de la dictadura.
El 1975, any de la mort del general Franco, va participar en la creació de la Plataforma de Convergència Democràtica des de la seva adscripció a l'ala esquerra de la democràcia cristiana. A les eleccions generals espanyoles de 1977 va presentar la seva candidatura a diputat per Izquierda Democrática dintre de la Federació de la Democràcia Cristiana. Derrotat a les eleccions, es va retirar de la política.

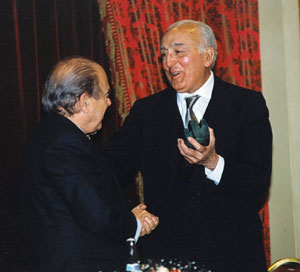
Joaquín Ruiz-Giménez rep el premi Blanquerna el 1997.

Va ser vicepresident de l'Institut Internacional de Drets Humans, i va participar en Justicia y Paz i a la Comissió Internacional de Justícia. El grup parlamentari del PSOE, amb ampli acord de l'oposició, el va nomenar el desembre de 1982 per a ser el primer Defensor del Poble d'Espanya, càrrec de nova implantació en la democràcia espanyola; va concloure el seu mandat el 30 de desembre de 1987. També va ser president d'UNICEF-Espanya (1989-2001). El 1988 va rebre la Creu de Sant Jordi de la Generalitat de Catalunya i el 1997 el Premi Blanquerna.
Morí a les 9:55 hores del 27 d'agost de 2009 a la seva residència de Madrid (Espanya), a l'edat de 96 anys, a causa d'un infart cerebral.

## Obres
- «La concepción institucional de derecho» (1944)
- «Introducción elemental a la filosofía cristiana» (1945)
- «Derecho y vida humana» (1945)
- «Del ser de España»